# Arkady Vyatchanin
Arkady Arkadyevich Vyatchanin (em russo: Аркадий Аркадьевич Вятча́нин; Vorkuta, 4 de abril de 1984) é um nadador russo, naturalizado sérvio, que conquistou duas medalhas de bronze nos Jogos Olímpicos de Pequim de 2008, nas provas do 100 e 200 metros costas.
Em janeiro de 2015 ganhou cidadania da Sérvia, passando a competir pelo país báltico nas competições internacionais.